# Provincia de Huaraz
La provincia de Huaraz es una de las veinte que conforman el departamento de Áncash en el Perú. Limita por el norte con las provincias de Yungay y Carhuaz, por el este con la provincia de Huari, por el sur con las provincias de Recuay y Aija, y por el oeste con las provincias de Casma y Huarmey.

## Historia
En la época colonial, en 1565, se creó el corregimiento de la provincia de Huaylas que, según un informe oficial de 1618, comprendía como una de sus comarcas la de San Sebastián de Huaraz.
En los años iniciales de la república, la comarca de Huaraz era parte de la provincia de Huaylas, del entonces departamento llamado también Huaylas, como lo considera el Reglamento Provisorio dado por el libertador José de San Martín, el 12 de febrero de 1821, y lo establece la Ley del 12 de junio de 1835, dada en el gobierno de Felipe Santiago Salaverry, que delimita al departamento de Huaylas, considerando como sus provincias a Cajatambo, Huaylas, Conchucos y Santa. 
Inicialmente, ya como tal, la provincia de Huaraz fue creada, en el gobierno de Ramón Castilla, por ley del 25 de julio de 1857, con su capital, Huaraz, junto con la segunda provincia de Huaylas, por división de la primera provincia de Huaylas. Poco antes, por ley del 2 de enero de 1857, se había creado el Concejo Provincial de Huaraz. Esta primera provincia de Huaraz comprendía, como distritos, las actuales provincias de Huaraz, Carhuaz, Recuay y Aija.
Por ley del 14 de diciembre de 1934, la inicial provincia de Huaraz se dividió en la segunda provincia de Huaraz, con su capital, Huaraz, y en la provincia de Carhuaz, con su capital, la ciudad del mismo nombre. Por ley del 5 de marzo de 1936, la segunda provincia de Huaraz se dividió nuevamente, esta vez en la tercera provincia de Huaraz, con la misma capital, y en la provincia de Aija, con su capital, la ciudad del mismo nombre. 
Finalmente, por Decreto Ley 11171, la tercera provincia de Huaraz se escindió en la cuarta y actual provincia homónima, con la misma capital, y en la provincia de Recuay, con su capital, la ciudad del mismo nombre.

## Capital
La capital de esta provincia es la ciudad de Huaraz, que es también capital del departamento de Áncash.

## División administrativa
Esta provincia se divide en doce distritos:
1. Huaraz
2. Cochabamba
3. Colcabamba
4. Huanchay
5. Independencia
6. Jangas
7. La Libertad
8. Olleros
9. Pampas Grande[1]
10. Pariacoto
11. Pira
12. Tarica

## Autoridades

### Regionales
- Consejeros regionales
  - 2019-2022 [2]

  1. Alexander Wilson Celedonio Gargate (Movimiento Acción Nacionalista Peruano)
  2. Zugner Emerson Regalado Saavedra (Partido Democrático Somos Perú)

### Municipales
- 2023-2026 [3]
  - Alcalde: David Manuel Rosales Tinoco, del Alianza Gobierno Unidad y Acción - AGUA.
  - Regidores:

  1. Zarela Rosio Trinidad Poma (Alianza Gobierno Unidad y Acción)
  2. Dennis Joffre Tinoco Romero (Alianza Gobierno Unidad y Acción)
  3. Heidy Danixa Romero Anaya (Alianza Gobierno Unidad y Acción)
  4. Yurin Octavio Valdivia Huaman (Alianza Gobierno Unidad y Acción)
  5. Silvia Shirley Oblitas Montalvo (Alianza Gobierno Unidad y Acción)
  6. Jhonatan Jeremias Mendoza Morales (Alianza Gobierno Unidad y Acción)
  7. Daisy Violeta Rojas Narcizo (Alianza Gobierno Unidad y Acción)
  8. Jesús Dante Armas Vega (Socios por Áncash)
  9. Pedro Luis De La Cruz Ropa (Juntos por el Perú)
  10. David Richerd Menacho Vargas (Alianza para el Progreso)
  11. Vladimir Ernesto Gomero León (Avanza País - Partido de Integración Social)

## Medios de comunicación

### Prensa escrita
Diarios: Diario Ya, Prensa Regional, Revista Prensa Ancashina, Diario Integración, Huaraz Noticias, The Huaraz Telegraph'

### Televisión
A nivel local, funcionan en 2012 las emisoras:
- Canal 23: Quassar TV
- Canal 25: Sol TV
- Canal 27: Candela TV
- Canal 49: Melodía TV

A nivel nacional, funcionan las siguientes estaciones televisivas:
- Canal 2: La Tele
- Canal 4: América TV
- Canal 5: Latina TV
- Canal 7: TV Perú
- Canal 9: ATV
- Canal 11: Panamericana TV
- Canal 13: Global TV
- Canal 15: ATV Sur
- Canal 41: Exitosa TV

### Emisoras radiales
- 88.7 FM: Radio Exitosa
- 89.3 FM: Radio María
- 90.1 FM: Radio Alegría
- 90.9 FM: Radio Onda Cero
- 91.7 FM: Radio Armonía Digital
- 92.5 FM: Radio Sudamericana
- 93.3 FM: Nueva Q
- 94.1 FM: Radio Net Unasam
- 94.9 FM: Radio RPP
- 95.5 FM: Radio Quassar
- 96.1 FM: Radio Fuego
- 96.7 FM: Radio Chévere
- 97.3 FM: Radio Studio 97
- 98.1 FM: Bethel Radio
- 98.9 FM: Radio La Fabulosa
- 99.9 FM: Radio Panamericana
- 100.5 FM: Radio Nacional del Perú
- 101.3 FM: Radio Áncash
- 102.1 FM: Radio Súper Fiesta
- 103.1 FM: Radio Alpamayo
- 103.9 FM: Radio La Kalle
- 104.5 FM: Radio Huascarán
- 105.3 FM: Radio Melodía
- 106.1 FM: Radio Moda
- 106.7 FM: Radio Frecuencia Popular
- 107.3 FM: Radio Karibeña